# Elow Kihlgren
Elow Johannes Kihlgren, född 13 februari 1887 i Grundsunda i Västernorrlands län, död 16 januari 1974 i Genua i Italien, var en svensk affärsman.

## Biografi
Elow Kihlgren var son till kyrkoherden Nils Johan Kihlgren och växte delvis upp i Ytterhogdal. Han utbildade sig på handelsskolor i Sverige och i Storbritannien, varefter han på ett stipendium till europeiska länder träffade sin blivande maka, grosshandlardottern Sigrid Sylvander (1894–1967), i Marseille. De slog sig ned i Genua i Italien, där han representerade svärfadern Adolf Sylvanders firma och andra svenska företag. Han utnämndes också 1930 till svensk generalkonsul i Genua.
Under andra världskriget hjälpte Kihlgren belgaren Max Stempel med maka och barn, som hade flytt till Italien med hustruns föräldrar och syskon vid namn Engelman; familjerna var av judisk härkomst. Det visade sig dock att tyskarna ockuperat norra Italien och familjerna hänvisades av katolska präster till Kihlgren i Genua. Denne skaffade en lägenhet, där de hölls gömda och han försåg dem med mat. Fru Stempel och de två småbarnen omhändertogs sedan i den finländske konsulns villa utanför staden. År 1944 förhördes han av Gestapo, misstänkt för att ha hjälpt allierade flygare, och utfrågades då också om Max Stempels vistelseort. Han arrangerade då så att familjerna Stempel och Engelman kunde smugglas över gränsen till Schweiz, förutom de små barnen Stempel, vilka placerades i ett skyddat boende i Genua under en tiomånadersperiod, varefter också de kunde föras till Schweiz. Gestapo utvisade Kihlgren från Italien i september 1944 men han återvände efter andra världskrigets slut och var svensk generalkonsul till 1956.
Han var kommendör av Vasaorden, riddare av Nordstjärneorden, kommendör av Mexikanska Örnorden och kommendör av Nederländska Oranien-Nassauorden. År 2001 fick han postumt utmärkelsen Rättfärdig bland folken av israeliska Yad Vashem.
Kihlgren var bror till Knut Kihlgren och Sigurd Kihlgren.

## Utmärkelser
- Rättfärdig bland folken,  19 juli 2001[1]
- Kommendör av Oranien-Nassauorden
- Kommendör av Vasaorden
- Kommendör av Mexikanska Aztekiska Örnorden

[Redigera Wikidata]